# Associazione Calcio Vogherese 1983-1984
Questa voce raccoglie le informazioni riguardanti  l'Associazione Calcio Vogherese nelle competizioni ufficiali della stagione 1983-1984.

## Rosa
| N. |                   | Ruolo | Calciatore         |
| -- | ----------------- | ----- | ------------------ |
| -  | Italia (bandiera) | D     | Piero Broglia      |
| -  | Italia (bandiera) | C     | Walter Curti       |
| -  | Italia (bandiera) | C     | Manuele Domenicali |
| -  | Italia (bandiera) | C     | Marco Falsettini   |
| -  | Italia (bandiera) | A     | Luciano Ferla      |
| -  | Italia (bandiera) | C     | Massimo Giacomotti |
| -  | Italia (bandiera) | P     | Fabio Ginelli      |
| -  | Italia (bandiera) | D     | Claudio Lombardo   |
| -  | Italia (bandiera) | D     | Sergio Madaschi    |
| -  | Italia (bandiera) |       | Mauri              |

| N. |                   | Ruolo | Calciatore         |
| -- | ----------------- | ----- | ------------------ |
| -  | Italia (bandiera) | C     | Marco Medaglia     |
| -  | Italia (bandiera) | C     | Ambrogio Meggiarin |
| -  | Italia (bandiera) | A     | Virginio Negri     |
| -  | Italia (bandiera) | C     | Paolo Querin       |
| -  | Italia (bandiera) | D     | Davide Seveso      |
| -  | Italia (bandiera) | C     | Massimo Tamellini  |
| -  | Italia (bandiera) | C     | Flavio Tonetto     |
| -  | Italia (bandiera) | C     | Gerardo Trezza     |
| -  | Italia (bandiera) | A     | Walter Vercesi     |
| -  | Italia (bandiera) | A     | Severino Zanotti   |